# Giovanni Pietro Maria Dana
Giovanni Pietro Maria Dana (Barge, 1736 – Torino, 1º giugno 1801) è stato un medico e botanico italiano; fu direttore dell'Orto botanico di Torino.

## Biografia
Nato a Barge nel 1736, terminata l'istruzione primaria si spostò a Torino per studiare medicina; successivamente studiò anche botanica sotto la guida di Vitaliano Donati e poi anche con Carlo Allioni il quale, avvistosi del suo  particolare interesse alla materia, gli consigliò di compiere esplorazioni botaniche nelle circostanti valli del Piemonte. Il Dana accolse volentieri il suggerimento e prese ad esplorare le valli della provincia di Cuneo, i dintorni di Pinerolo, l'astigiano, il Monferrato, infine i monti della Liguria.
Esercitò anche la professione medica, scrivendo contemporaneamente saggi e memorie di argomento naturalistico, con annotazioni botaniche ed erboristiche circa l'uso di piante in campo farmaceutico.

Nel 1766 fu aggregato al collegio medico e nel 1770 venne nominato professore associato alla Facoltà medica presso l'Università di Torino. Nel 1781 fu chiamato a sostituire il suo ex insegnante Allioni, sia come docente di botanica presso l'Università di Torino, sia come direttore dell'Orto botanico di Torino: incarichi entrambi che resse fino alla sua morte.
 Nel 1784 fu nominato consigliere e presidente dell'amministrazione del Protomedicato di Torino. Fu membro delle maggiori società scientifiche sia torinesi che estere, ivi compresa la Linnean Society of London.
 Interessato alle piante con proprietà tintorie, faceva studi per individuare succedanei locali delle costose sostanze coloranti di importazione. Nel 1791 l'Accademia delle scienze di Torino, di cui era socio, bandì un concorso sul modo di ricavare una sostanza tintoria blu dal guado per sostituire l' indaco. Dopo una serie di esperienze compiute nel "Regio laboratorio di tintura" da lui istituito, propose l'utilizzo dell'Isatis tinctoria, una pianta che cresce spontanea in Piemonte e in Valle d'Aosta. L'anno precedente il ministro Pietro Giuseppe Graneri lo aveva consultato  circa la possibilità di coltivare il Colchicum autumnale, detto falso zafferano invece di importarlo dai paesi del Levante. Tuttavia il Dana, che aveva studiando a fondo e sperimentato i metodi usati in Egitto per la tintura con lo zafferano, affermò che tale sostituzione forniva colori assai meno vivaci.
Negli ultimi anni della sua vita fu colpito da una lenta malattia cerebrale che lo ridusse quasi inabile all'esercizio della medicina e all'insegnamento. Morì a Torino il 21 giugno 1801. 

## Scritti

### di argomento botanico
- De generatione plantarum;
- De Scilla officinarum;

### di argomento medico
- De renibus;
- De lotii secretione et natura;
- De Calculi renalis prognosi et curatione;